# Escoulis
Escoulis (em occitano:  Escolís) é uma comuna francesa na região administrativa da Occitânia, no departamento do Alto Garona. Estende-se por uma área de 4.64 km², com 80 habitantes, segundo o censo de 2018, com uma densidade de 17 hab/km².